# Wójtostwo (Śrem)

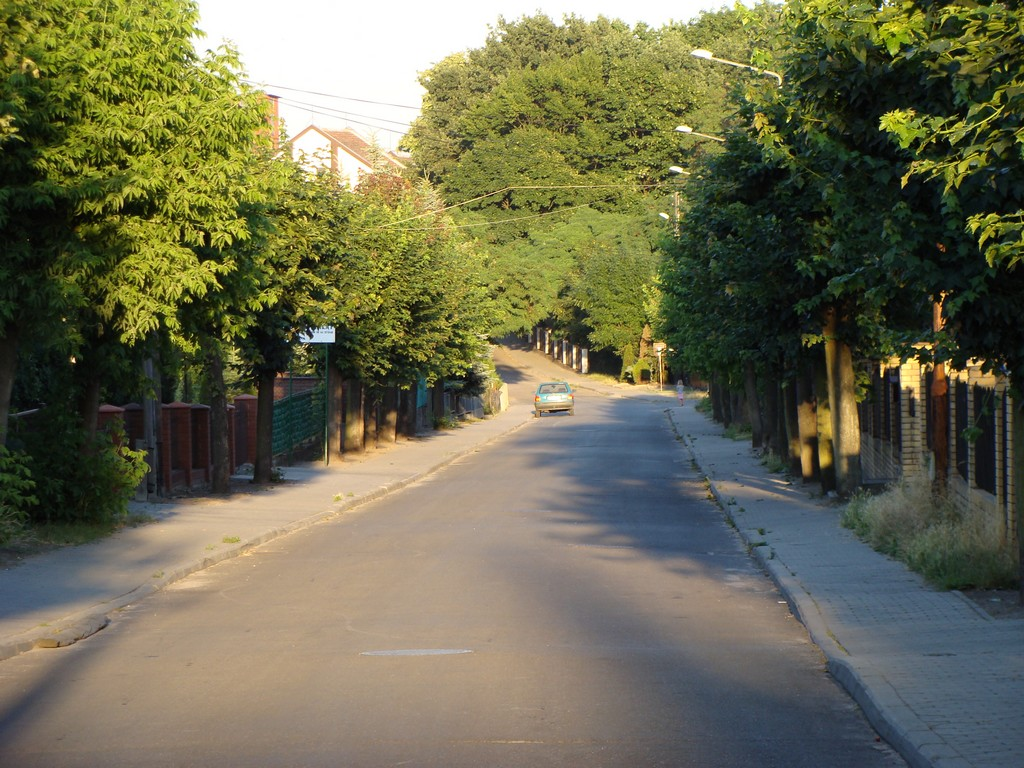
Osiedle Wójtostwo

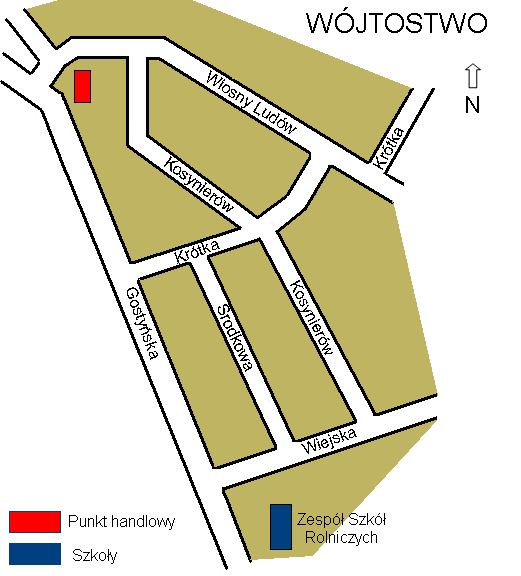
Plan osiedla

Wójtostwo – część miasta Śremu oraz osiedle domków jednorodzinnych i kilku bloków wielorodzinnych w południowo-wschodnim położone w pobliżu Warty. 
Dawniej znajdowało się tutaj gospodarstwo PGR. Na osiedlu znajduje się szpital reumatologiczny. Na peryferiach osiedla wybudowana jest obwodnica Śremu dla drogi wojewódzkiej nr 434. Połączenie z centrum miasta umożliwiają autobusy komunikacji miejskiej (linie nr 1, 2, 3, 4, 7, 9, 10, 11).
W związku z reformą administracyjną kraju jesienią 1954 Wójtostwo włączono do Śremu.